# Edwin Lackey
Edwin Keith Lackey (né le 10 juin 1929 et mort le 9 janvier 1992) est un évêque anglican canadien. Il est l'évêque du diocèse d'Ottawa de 1981 à 1991 et métropolitain de l'Ontario de 1991 à 1992.

## Biographie
Edwin Keith Lackey est né le 10 juin 1929. Il étudie à l'Université Bishop's à Lennoxville au Québec.
En 1954, il est ordonné prêtre. Il est d'abord curé à Cornwall en Ontario. Par la suite, il travaille à Russell, à Vankleek Hill et à Ottawa.
En 1981, il est ordonné évêque et devient le sixième évêque du diocèse d'Ottawa. En 1991, il est nommé métropolitain de l'Ontario.
Il est décédé le 9 janvier 1992.